# Basilica San Paolo (Roms tunnelbana)
Basilica San Paolo är en station på Roms tunnelbanas Linea B. Den är uppkallad efter basilikan San Paolo fuori le Mura. Stationen är belägen i kvarteret Ostiense i södra Rom och togs i bruk år 1955. 
Stationen Basilica San Paolo har:
- Biljettautomater
- WC

## Kollektivtrafik
- Busshållplats för ATAC

## Omgivningar
- San Paolo fuori le Mura
- Parco Schuster Ildefonso
- Garbatella
- Tibern
- Università Roma Tre
- Vasca Navale
- Ospedale CTO Andrea Alesini
- Via delle Sette Chiese
- Lungotevere di San Paolo
- Ponte Marconi
- ex Cinodromo
- Stadio degli eucalipti